# هاليسيفالوبوس ميفيستو
هاليسيفالوبوس ميفيستو هو نوع من الديدان الخيطية اكتشفها علماء الجيولوجيا غايتان بورغوني و توليس اونستوت بعام 2011 في جنوب إفريقيا داخل خام الصخور العميقة لمناجم الذهب بمياه بعمق 0.9 كيلومتر (0.56 ميل) ، 1.3 كيلومتر (0.81 ميل) و 3.6 كيلومتر (2.2 ميل) تحت سطح الأرض. هذا الاكتشاف مهم لأنه أعمق حيوان متعدد الخلايا تم العثور عليه على الإطلاق ولم يُكْتَشَف أي كائن حي متعدد الخلايا 2 كيلومتر (1.2 ميل) تحت سطح الأرض.

## وصف
سُمي على اسم مفيستوفيليس= رب العالم السفلي في قصة فاوست، ويشير إلى حقيقة أنه موجود في أعماق كبيرة تحت سطح الأرض. تعيش هذه الديدان في المياه الجوفية التي يتراوح عمرها بين 3000 و 12000 عام. هاليسيفالوبوس ميفيستو مقاوم لدرجة حرارة وضغط التكسير تصل إلى 37 درجة مئوية (أعلى مما يمكن أن تتحمله معظم النيماتودا الأرضية) يمكن للديدان أيضًا البقاء على قيد الحياة في المياه ذات المستويات المنخفضة للغاية من الأكسجين، والتي تقل عن 1%من مستوى معظم المحيطات
تتكاثر اللاجنسي وتتغذى على البكتيريا الجوفية. وفقًا للتأريخ بالكربون المشع الماء، الذي تم العثور هاليسيفالوبوس ميفيستو، يتضمن الهوائية واللاهوائية البكتيريا

### طول هاليسيفالوبوس ميفيستو من 0.5 إلى 0.56مم
يمكن تمييز هاليسيفالوبوس ميفيستو عن الأنواع الأخرى داخل جنسها من خلال ذيلها الطويل نسبيًا ، والذي يتراوح طوله بين 110 و 130 ميكرومتر. في 2019، تسلسل الجينوم أشار من الديدان الخيطية أن هناك توسعات لل 70 كيلو دالتون بروتين الصدمة الحرارية الجيني ويتسبب نسخيا تحت الإجهاد الحراري. على عكس الديدان الخيطية الأخرى ، فإنه سيتغذى على الحبيبات الداخلية للكبريتات العمق ديسولفوروديس